# Путерия
Путерия (лат. Pouteria) — род цветковых деревьев семейства Сапотовые (Sapotaceae). Представители рода широко распространены в тропических районах по всему миру.

## Использование
Плоды некоторых видов съедобны, имеют важное хозяйственное значение как сезонные продукты питания для местных жителей; используются как в свежем, так и консервированном виде. Плоды некоторых видов путерии также являются важным источником пищи для некоторых животных — например, для скалистого кускуса (Petropseudes dahli).
Хозяйственное значение имеет также древесина некоторых видов путерии — она тяжёлая (до 1140 кг на м³) и упругая, содержит большое количество диоксида кремния (до 0,9 %). Используется как в строительстве, для производства шпона (особенно анегри), так и в качестве дров.

## Виды

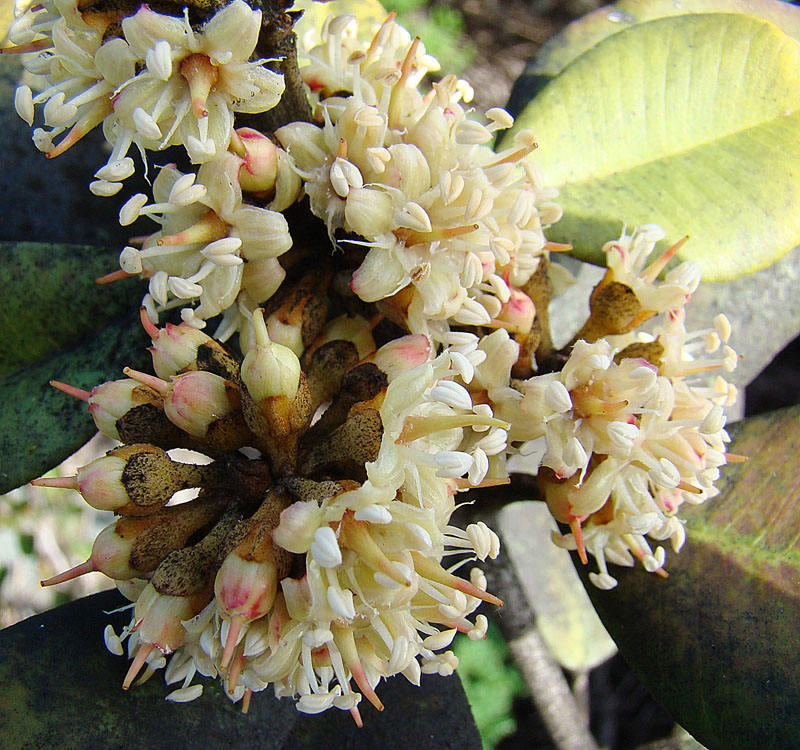
Соцветие Pouteria splendens

По информации базы данных The Plant List, род включает 238 видов. Некоторые из них:
- Pouteria caimito (Ruiz & Pav.) Radlk. — Каимито
- Pouteria campechiana (Kunth) Baehni — Канистель
- Pouteria guianensis Aubl. typus[3]
- Pouteria lucuma (Ruiz & Pav.) Kuntze — Лукума
- Pouteria sapota (Jacq.) H.E.Moore & Stearn — Сапота, или Сапотовое дерево

## Синонимы
По информации базы данных Germplasm Resources Information Network, в синонимику рода входят следующие названия:
- Achradelpha O.F.Cook
- Aningeria Aubrev. & Pellegr.
- Barylucuma Ducke
- Beauvisagea Pierre
- Beccariella Pierre
- Beccarimnia Pierre ex Post & Kuntze, nom. inval.
- Blabeia Baehni
- Boerlagella Pierre ex Cogn.
- Calocarpum Pierre
- Calospermum Pierre
- Caramuri Aubrev. & Pellegr.
- Chaetocarpus Schreb.
- Daphniluma Baill.
- Discoluma Baill.
- Dithecoluma Baill.
- Eglerodendron Aubrev. & Pellegr.
- Englerella Pierre
- Eremoluma Baill.
- Fontbrunea Pierre
- Franchetella Pierre
- Gayella Pierre
- Gomphiluma Baill.
- Guapeba Gomes
- Hormogyne A.DC.
- Ichthyophora Baehni
- Krausella H.J.Lam
- Krugella Pierre
- Labatia Sw.
- Leioluma Baill.
- Lucuma Molina
- Maesoluma Baill.
- Malacantha Pierre
- Microluma Baill.
- Myrsiniluma Baill.
- Myrtiluma Baill.
- Nemaluma Baill.
- Neolabatia Aubrev.
- Neoxythece Aubrev. & Pellegr.
- Ochroluma Baill.
- Oxythece Miq.
- Paralabatia Pierre
- Peteniodendron Lundell
- Piresodendron Aubrev. ex Le Thomas
- Planchonella Pierre
- Pleioluma Baill.
- Podoluma Baill.
- Poissonella Pierre
- Prozetia Neck., nom. inval.
- Pseudocladia Pierre
- Pseudolabatia Aubrev. & Pellegr.
- Pseudoxythece Aubrev.
- Radlkoferella Pierre
- Richardella Pierre
- Sandwithiodoxa Aubrev. & Pellegr.
- Sersalisia R.Br.
- Siderocarpus Pierre
- Syzygiopsis Ducke
- Urbanella Pierre
- Van-Royena Aubrev.
- Woikoia Baehni
- Wokoia Baehni